# حروف منفصلة (أبجدية تركية)

حروف منفصلة تم اعتمادها عام 1917

الحروف المنفصلة (بالعثمانية: حروف منفصله)، ولها تسمية عديدة، ومنها خط أنور أو الخط الألماني، الحروف المنفصلة هي نظام الكتابة العثماني مشتقة من الحروف العربية، والذي اخترعه وزير الحربية العثماني أنور باشا عام 1917، وكان هدفه تسهيل كتابة الأبجدية التركية مع إضافة حروف العلة، حيث يتكون حروفها من 45 حرفًا، وهي 35 حرف ساكن و10 أحرف متحركة.
ولم يعرف ما إذا كانت هذه الحروف قد انتهت رسميًا أو تم إلغائه، وقد وصف مصطفى كمال أتاتورك حول الحروف المنفصلة بأنها أتت في وقت غير مناسب، وسأل أتاتورك قائلاً: هل يتم إدراج هذه الأحرف في زمن الحرب وجبت التعامل معها؟